# Fusarios

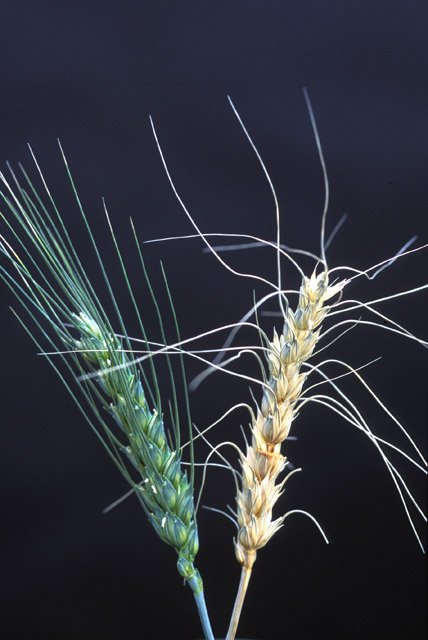
Friskt ax av vete (t.v.) jämfört med ett ax angripet av axfusarios (t.h.) orsakat av Fusarium graminearum

Fusarioser är ett samlingsnamn för växtsjukdomar som orsakas av svampar i släktet Fusarium. Fusariumsvampar ingår i fylumet Ascomycota, där de flesta växtpatogena svamparna ingår. Fusarios orsakas av ett stort antal arter som angriper många kulturväxter, bland annat stråsäd och potatis, men även ärter, lin samt lök. I stråsäd kan fusarioser uppträda i olika former på groddar, strån och ax och orsaka omfattande skördeförluster. Gemensamt för svamparna som orsakar fusariossjukdomarna är att de bildar toxiner, som i för höga halter kan påverka hälsan hos djur och människor negativt.

## Förekomst och effekter
Fusarios är väl utbrett och orsakar årligen stora skador på stråsäd. Fusariumsvamparna är så kallade svaghetspatogener, vilket innebär att en försvagad planta har en ökad risk för infektion. Torkstress och angrepp av andra svampar eller insekter är faktorer som ökar risken för fusarioser. Beroende på var i växten symtom uppkommer benämns sjukdomarna orsakade av fusarios som grodd-, strå- eller axfusarios. Även stråbasröta orsakas av fusariumsvampar.
Groddfusarios orsakas av utsädesburna fusariumarter. Vid angrepp bildas först bruna fläckar på koleoptilen, därefter påverkas tillväxten så att groddarna krökts och inte förmår sig ta sig ovan markytan. Detta leder i de flesta fall till att groddplantan dör. I de fall där det inte är fallet utvecklas ofta angreppet till stråbasröta.
I de fall där stråbasröta inte uppkommit på grund av groddfusarios beror angreppen på sporulerande skörderester som blivit kvar vid markytan. Symtom på stråbasröta är bruna fläckar på stråslidan och de nedersta bladbaserna. Med tiden blir fläckarna svarta och nekrotiska. Dessa angrepp leder oftast till att plantan inte överlever.
Hos plantor som angrips av axfusarios förekommer ofta brådmogna, rosafärgade ax. Axen smittas i första hand av konidier från som sprids med vinden, eller som skvätter upp på plantan för skörderester vid markytan. Angreppen leder till skördenedsättning, men den största negativa faktorn är de toxiner som bildas. På grund av att smittan ofta sprids genom vattendroppar är risken störst vid fuktigt väder. Regnväder i kombination med värme vid blomning eller axgång gynnar spridningen.
En del vissnesjukor räknas också in under Fusarios. Till exempel kan ärt drabbas av äkta vissnesjuka, som orsakas av arten Fusarium oxysporum. Även Panamasjukan är en vissnesjuka orsakad av fusariumsvampar. 
Fusarios kan förekomma som röta i till exempel potatis och lökar. Fusariumröta i potatis orsakar oftast av arten Fusarium coeruleum, men även andra arter kan orsaka angrepp. Svampen angriper knölen genom sår och leder till insjunkna fläckar som missfärgas brunt. För potatisodlare är den så kallade lagringsrötan ett  mycket stort problem. 
Microdochium spp. (sexuellt stadium: Monographella spp.) som orsakar snömögel, som uppträder i gräsmattor och framför allt i höstsådd stråsäd.  Den räknades tidigare till fusariumsläktet men utgör nu istället det egna släktet Microdochium, i ordningen Kolkärnsvampar. Smittat utsäde sprider sjukdomen i höstsädesbrodden, speciellt om snö fallit på otjälad mark. På våren kan majoriteten av plantorna dött och bildar då ett sammanhållande täcke, tryckt mot marken. Svampen sprids med konidier, och smittan kan förutom i utsäde också finnas i jorden.

## Biologi och sjukdomscykel
Fusariumsvamparna som orsakar fusariossjukdomarna är kan agera både som saprofyter och växtpatogener. Som växtpatogen angriper svamparna olika delar på växterna beroende på vilket stadium i livscykeln svampen befinner sig i. Som vilande på skörderester agerar fusarium som saprofyt och kan bilda asexuella konidier som med hjälp av vind eller regn kan infektera växter. Både ett sexuellt och ett asexuellt stadium finns i livscykeln, men det sexuella är idag inte känt hos alla arter. Axfusarios kan uppstå när grödan blommar och blir infekterad av konidier eller ascosporer. Att axen då kan anta en rosa ton beror på att rosafärgat mycel och konidier bildas inuti det. 

## Toxiner
Vissa fusariumsvampar bildar mykotoxiner, bland annat deoxynivalenol (DON) och zearalenone (ZEA). Det finns uppsatta gränsvärden för hur mycket toxiner spannmål för konsumtion samt foder får innehålla. Genom att tröska vid rätt tidpunkt samt torka spannmålen på rätt sätt kan tillväxten av fusarium hämmas och därmed minskas produktionen av toxiner. 

## Bekämpning
Den utsädesbundna smittan kan bekämpas genom betning eller värmebehandling. För den jordburna smittan spelar växtföljden en stor roll. En varierad växtföljd utan ensidig stråsädsodling kan motverka angrepp. Riskerna minskas om stråsäd sås efter oljeväxter eller träda. Även åtgärder som minskar andelen skörderester på markytan är viktigt. Att plöja ned halmen noggrant är en åtgärd som kan minimera risken för smitta.
I gräsmattor och blomsterlöksodlingar bekämpas och förebyggs fusariumangrepp genom desinfektion av jorden. 
Risken för utveckling av toxinet DON ökar om spannmål inte torkas tillräckligt snabbt efter skörd. Att torka till lagringsbar vattenhalt så snabbt som möjligt innan lagring minskar risken.
Möjligheterna att bekämpa fusarios kemiskt är idag begränsade, även om några preparat finns på marknaden.